# Zellhof (Weil)
Zellhof ist ein Gemeindeteil von Weil im oberbayerischen Landkreis Landsberg am Lech.

## Lage
Die Einöde liegt auf freier Flur, circa vier Kilometer nördlich von Weil.

## Geschichte
Die Einöde Zellhof wird erstmals 1055 im Breviarium Gotscalchi des Klosters Benediktbeuern genannt. Dem Kloster gehörte der Ort bis zur Säkularisation im Jahr 1802.
Seit den Gemeindeedikten Anfang des 19. Jahrhunderts gehörte Zellhof zur Gemeinde Beuerbach, die 1972 im Zuge der Gebietsreform nach Weil eingemeindet wurde.